# Olympique Gymnaste Club de Nice 1979-1980
Questa voce raccoglie le informazioni riguardanti l'Olympique Gymnaste Club de Nice nelle competizioni ufficiali della stagione 1979-1980.

## Maglie e sponsor
Lo sponsor tecnico per la stagione 1979-1980 è Le Coq Sportif, lo sponsor ufficiale è Olympia Chaussettes.
| Manica sinistra · Manica sinistra · Maglietta · Maglietta · Manica destra · Manica destra · Pantaloncini · Calzettoni |